# Forcepia imperfecta
Forcepia imperfecta är en svampdjursart som beskrevs av Topsent 1904. Forcepia imperfecta ingår i släktet Forcepia och familjen Coelosphaeridae. Inga underarter finns listade i Catalogue of Life.